# TVA Eckernförde (Betriebssportgemeinschaft)
TVA Eckernförde (so die damals übliche Sportbezeichnung) war bis 1944 eine Betriebssportgemeinschaft der Torpedoversuchsanstalt Eckernförde (TVA Eckernförde) und war direkt in Eckernförde aktiv; dabei bildete sie die gemeinsame Betriebssportgemeinschaft der Werke Eckernförde-Nord, Eckernförde-Süd und Eckernförde-Ost, letzterer Betrieb war in Surendorf (Gemeinde Schwedeneck) ansässig. Die Fußballmannschaft gelangte bis in die Gauliga Schleswig-Holstein. Zumindest in der Saison 1943/44 befand sich auch die Feldhandballmannschaft in der Gauliga.

## Geschichte
Seit 1919 befand sich in Eckernförde, hervorgegangen aus der Kaiserlichen Torpedowerkstatt Friedrichsort, die Torpedoversuchsanstalt „TVA Eckernförde“ an ihrem „Stammsitz“ im Süden der Stadt (Sandkrug), die zunächst der Kaiserlichen Marine unterstand. Bereits seit 1913 bestand die Anlage Süd als Teil der Torpedowerkstatt Friedrichsort.  Nach dem Ersten Weltkrieg durfte die TVA Eckernförde nur für ausländische Auftraggeber Torpedos erproben und herstellen (Versailler Vertrag). Unter der Herrschaft der Nationalsozialisten entwickelte sich aus dem Werk eine komplexe Rüstungsindustrie mit zuletzt (April 1945) über 24.000 Mitarbeitern  (nebst einer nicht genau zu bestimmenden Anzahl an Zwangsarbeitern, Kriegsgefangenen, abkommandierten Soldaten und KZ-Häftlingen) im Stammwerk Eckernförde-Süd und den neuen Zweigwerken in Eckernförde-Nord, Surendorf, Neubrandenburg, Gotenhafen (Gdingen, heute: Gdynia) und Toplitzsee (Österreich). Für Eckernförde selbst schwanken die Angaben zwischen 7.300 (Arbeitsamt) und rund 10.000 Mitarbeitern insgesamt im Jahre 1945; im Gesamtwerk waren 1933 etwa 400, 1939 über 3.000 und 1940 schon über 6.000 Menschen beschäftigt.
Mit den benötigten Arbeitskräften der TVA kamen auch gute Fußballspieler aus dem ganzen Reich nach Eckernförde und schlossen sich zum Teil der betriebseigenen Sportgemeinschaft an, zum anderen Teil auch dem Lokalrivalen Eckernförder SV (ESV), dessen Fußballplatz am Bystedtredder (Martin-Kruse-Platz) auch die Betriebssportgemeinschaft TVA Eckernförde für ihre Heimspiele nutzte. Genaue Daten über den Zeitpunkt der Gründung der Betriebssportgemeinschaft TVA liegen ebenso wenig vor, wie Daten über den Anmeldungszeitpunkt am regulären Ligabetrieb im Fußball.
1941 stiegen sowohl TVA als auch der ESV aus der  1. Kreisliga Kiel in die Bezirksliga Schleswig-Holstein auf und wurden beide in die Weststaffel der vierstaffeligen Bezirksliga eingeordnet; zu diesem Zeitpunkt war die Bezirksliga die zweite Ligastufe hinter der Gauliga Nordmark. TVA landete auf dem 2. Tabellenplatz. Kriegsbedingt wurden zur Saison 1942/43 sowohl die Gauliga Nordmark (in die Gauligen Schleswig-Holstein, Hamburg und Mecklenburg) als auch die Bezirksliga Schleswig-Holstein in je drei Staffeln aufgeteilt – mit der Folge, dass aus der Bezirksliga gleich sieben Vereine in die neue Gauliga Schleswig-Holstein aufstiegen. Offiziell wurden auch die Gauligen in Sportbereichsklasse und die Bezirksligen in Kreisgruppe umbenannt. In der Saison 1942/43 kamen TVA und ESV in dieselbe Staffel der Bezirksliga („C“); mit dabei waren unter anderen Mannschaften auch Flensburg 08, VfR Neumünster (als:  Neumünster 1910),  Rendsburger TSV und heute unbekannte Teams wie Land und See (aus Neumünster) oder Germaniawerft (aus Kiel) – Meister wurde der VfB Kiel, TVA Eckernförde landete erneut auf Platz 2. In der folgenden Saison 1943/44 wurden TVA Eckernförde und der Eckernförder SV verschiedenen Staffeln zugeordnet („A“ bzw. „B“). Beide Eckernförder Vereine wurden Meister ihrer Staffel. Aus der anschließenden Aufstiegsrunde zur Gauliga ging TVA als 1., der ESV als 2. und der Luftwaffensportverein Lübeck als 3. hervor, so dass TVA wie ESV als Aufsteiger ermittelt waren.
Für beide Eckernförder Teams erwies sich die Gauligazugehörigkeit 1944/45 in der Gauliga Schleswig-Holstein als ein nur kurzes „Last-Minute-Gauliga-Gastspiel“: Nach nur insgesamt acht absolvierten Spielen musste die Gauliga-Saison kriegsbedingt im September 1944 abgebrochen werden; zuvor konnten die meisten der angesetzten Spiele nicht mehr ausgetragen werden. Nur TVA Eckernförde und dem Eckernförder SV gelang es, überhaupt noch zu je einem Auswärtsspiel außerhalb der eigenen Gemeindegrenzen anzureisen; dabei gewann TVA beim VfB Kiel 4:1 (20. August 1944) und der ESV unterlag bei Ordnungspolizei Lübeck (heute: VfB Lübeck) 2:4 (13. August 1944). Im für beide Teams zweiten und damit letzten Gauligaspiel unterlag TVA Eckernförde dem Eckernförder SV 2:4 (10. September 1944) – in der vorangegangenen Aufstiegsrunde hatte TVA noch den Nachbarn mit 6:1 schlagen können (18. Juni 1944).
Bevor sich die Betriebssportgemeinschaft noch im Jahre 1944 auflöste, spielten TVA und ESV ab September 1944 zusammen als „KSG Eckernförde“ (Kriegssportgemeinschaft) und traten wiederholt zu Begegnungen in Kiel (als einzige dort erscheinende auswärtige Mannschaft) an. Zumindest zwei dieser Begegnungen (mit einem Sieg und einer Niederlage) wurden im Rahmen einer Punkterunde der nach Abbruch der Gauligasaison Schleswig-Holstein eingeführten so genannten Gauliga Schleswig-Holstein, Staffel Kiel (und zwar in der Punkterunde mit dem Umland, es gab parallel dazu auch einen rein Kieler Wettbewerb) ausgetragen, der alle zwei Wochen stattfinden sollte. Geplant war auch, dass zusätzlich zu den Kieler und Eckernförder Teams Mannschaften aus Neumünster an dieser Punkterunde teilnehmen.
Der Rüstungsbetrieb unterhielt außer in Eckernförde auch Betriebssportgemeinschaften in Gotenhafen und Neubrandenburg – 8.000 RM sollen nach Angaben in die Betriebssportgemeinschaft TVA Eckernförde, 7.000 RM in die Betriebssportgemeinschaft in Gotenhafen und 2.500 RM in die in Neubrandenburg geflossen sein.